# Pfarrhof (Westendorf)

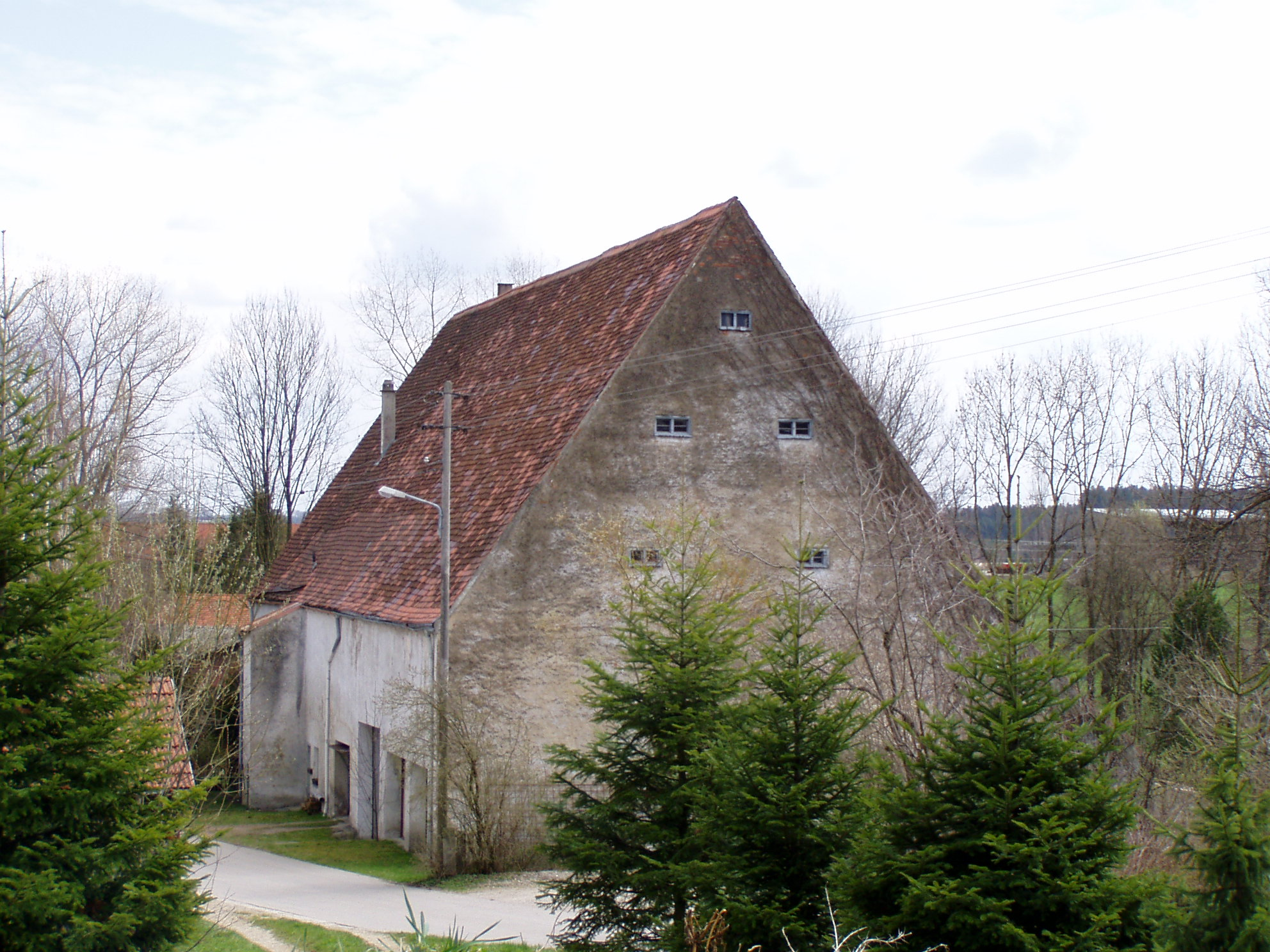
Pfarrhof in Westendorf (2004)

Der Pfarrhof in Westendorf, einer Gemeinde im Landkreis Ostallgäu im bayerischen Regierungsbezirk Schwaben, wurde 1714 errichtet. Der Pfarrhof ist ein geschütztes Baudenkmal. Im Jahr 2012 stand das Gebäude leer und wurde zum Verkauf angeboten.
Der Satteldachbau mit Wirtschaftsteil (Zehentstadl) und zwei Korbbogentore wurde von Thomas Windt erbaut. Über dem Wohn- und Wirtschaftstrakt befindet sich ein dreistöckiger Speicher. In der Heiligennische über dem Eingang steht eine Marienfigur. Im Inneren sind die Kassettendecke im Flur und die alten Türen mit Bauernmalerei erwähnenswert.